# Brieville
Brieville is een plaats en gemeente in Madagaskar gelegen in het district Tsaratanana van de regio Betsiboka. Er woonden bij de volkstelling in 2001 ongeveer 14.000 mensen.
In de plaats is basisonderwijs en voortgezet onderwijs voor jonge kinderen beschikbaar. Ook vindt er op industriële schaal mijnbouw plaats. 53,2% van de bevolking is landbouwer en 43% is werkzaam in de veeteelt. Het belangrijkste gewas is rijst, maar er wordt ook mais en cassave verbouwd. 1% van de bevolking is werkzaam in de dienstensector en de overige 2,8% van de bevolking voorziet in zijn levensbehoefte door te werken in de industriesector.